# Calobates woolleyi
Calobates woolleyi är en kvalsterart som först beskrevs av Balogh 1970.  Calobates woolleyi ingår i släktet Calobates och familjen Oripodidae. Inga underarter finns listade.